# Malpaso, Veracruz
Malpaso är en ort i Mexiko.   Den ligger i kommunen Las Choapas och delstaten Veracruz, i den sydöstra delen av landet, 600 km öster om huvudstaden Mexico City. Malpaso ligger 87 meter över havet och antalet invånare är 293.
Terrängen runt Malpaso är huvudsakligen kuperad, men den allra närmaste omgivningen är platt. Runt Malpaso är det ganska glesbefolkat, med 39 invånare per kvadratkilometer. Närmaste större samhälle är Rómulo Calzada, 14,4 km sydost om Malpaso. I omgivningarna runt Malpaso växer huvudsakligen savannskog.